# Amel Majri
Amel Majri (født 15. februar 1997) er en kvindelig tunesisk/fransk fodboldspiller, der spiller midtbane for Division 1 Féminine klubben Olympique Lyonnais og Frankrigs kvindefodboldlandshold.
Hun har vundet Champions League med Olympique Lyonnais 6 gange: 2010-11, 2011-12, 2015-16, 2016-17, 2017-18, 2018-19.